# Grevillea batrachioides
Grevillea batrachioides är en tvåhjärtbladig växtart som beskrevs av F. Müll. och Mcgill.. Grevillea batrachioides ingår i släktet Grevillea och familjen Proteaceae. Inga underarter finns listade i Catalogue of Life.